# سلاكس
سلاكس (Slax): توزيعة من توزيعات نظام غنو/لينكس (نظام تشغيل للحاسب الآلي) التوزيعة ذات تصميم جميل حديث ورائع وهي توزيعة صغيرة الحجم (265MB)  وسريعة ومحمولة (portable) تعمل مباشرة من محرك قرص الــ USB (ايضًا، تعمل من محركات الأقراص الصلبة سواءً الهاردسك (hard disk) أو CD/DVD كما أنها تترك خياراً للعمل من خلال ذاكرة الحاسوب ذاكرة الوصول العشوائي) دون الحاجة لتثبتها، لذا تستطيع من حمل التوزيعة معك في جيبك أو حقيبتك إلى أي مكان تذهب إلية، وبالرغم من صُغر حجم التوزيعة تُوفر واجهة مستخدم رسومية جميلة (بيئة سطح المكتب) وأكثر تطبِقين يحتاجة المستخدمين (مستخدمين نظام غنو/لينكس) متصفح ويب ومحاكي الطرفية (Terminal). تتواجد ملفات نظام التشغيل سلاكس كلها بالكامل في دليل واحد (وهو slax/) مما يُسهل عليك تنظيم البيانات الأخري.
الإصدارات الحديثة (إبتدًا من 9.2.1 وإلى 9.4.0) تم بِنائُها وتعتمد على توزيعة دبيان (Debian) بخلاف الإصدارات السابقة الأولية التي كانت تُبنى وتعتمد على توزيعة سلاكوير (Slackware)، وهذا يمنحك الاستفادة من بيئة نظام دبيان بالكامل كتثبت الكثير والكثير من الحُزم والتطبيقات الجاهزة بسهولة عن طريق أداة الحُزم المتقدمة «apt»

## إصدارات
Slax 5
هناك خمسة نسخ رسمية لتوزيعة Slax5 هي:
- Slax Standard هي التوزيعة القياسية المخصصة للاستعمال الشخصي المعتاد.
- Slax KillBill تحتوى على برامج مثل Wine ، DosBox و Qemu لتشغيل دوس وتطبيقات ويندوز.
- Slax Server تدعم وظائف إضافية لإنترنت تأتي مع تطبيقات SSH ، IMAP ، POP3 ، SMTP ، MYSQL ، FTP ، HTTP ، SAMBA ، DHCP ، زتتوزنننننتتتننمنDNS مُعدة سلفًا بالإضافة إلى تطبيقات خوادم أخرى.
- Slax Popcorn هي نسخة مبسطة تلقي تركيزها على التصفح وتشغيل الوسائط المتعدة، وهي تستخدم فيرفُكس كمتصفح افتراضي كما تستخدم بيئة xfce خفيفة الوزن كبيئة سطح المكتب بدلاً من KDE.
- Slax Frodo وهي معنية بتلبية احتياجات المستخدم الأساسية عن طريق توفير بيئة مكونة من نصوص فقط، وهي تركز خصيصاً على الحواسيب ذات الكميات الصغيرة من ذاكرة الوصول العشوائي RAM.

Slax 6
وهي متوفرة في نسخة مفردة وتعتمد بالكامل على modules (حزم إضافية) للمزيد من الخصائص.
مدير النوافذ FluxBox خيار متوفر في جميع النسخ فيما عدا Frodo .
Slax 7
هذا الإصدار يدعم النواتين 64-bit و 32-bit
وهو مبني على بيئة KDE4
وقد تم إصداره في السابع من مارس سنة  2013

## خصائص
تحتوي على كدي وكي أوفيس ومجموعة من البرامج منها:
- k3b لحرق الأقراص المدمجة.
- kplayer لتشغيل ملفات الفيديو.
- kpdf لعرض ملفات PDF
- kopete تطبيق تراسل فوري.
- konqueror متصفح أنترنت.
- juk مشغل موسيقى.

## وصلات خارجية
- موقع التوزيعة الرسمي.
- سلاكس على موقع DistroWatch.